# AEGRAFLEX
AEGRAFLEX („Association Européenne des Graveurs et des Flexographes“, dt.: Europäische Vereinigung der Graveure und Flexografen) ist der europäische Dachverband des Graveur- und Flexografie-Gewerbes. 
Die Vereinigung wurde 1966 von einer kleinen Gruppe Graveure und Flexografen aus unterschiedlichen Ländern gegründet mit dem Ziel, fachliche Erfahrungen und Erkenntnisse im Bereich der Gravur und der Flexografie auszutauschen, eine enge Zusammenarbeit zwischen Graveuren und Flexografen und zu deren Zulieferern aufzubauen und ganz generell Gravur, Flexografie und Stempelherstellung in Europa zu fördern. Die AEGRAFLEX ist seit 1975 offiziell im Handelsregister (Kamer van Koophandel) Amsterdam als gemeinnützige Organisation eingetragen.
Die Vereinigung ist Namensgeber und Träger der Fachausstellung „GraFlex“ für Graveure und Flexografen, die in zweijährlichem Rhythmus stattfindet.
Mitglieder sind zum einen die Graveur- und Flexografen-Verbände verschiedener europäischer Länder sowie Einzelmitglieder in ganz Europa. In jedem Mitgliedstaat der Europäischen Union können Graveur- und Flexografiebetriebe Mitglied werden. Betriebe in Staaten außerhalb Europas können der AEGRAFLEX als Gastmitglieder beitreten.

## Mitgliedschaften
Die Vereinigung ist Mitglied des Netzwerks Europäische Bewegung Deutschland.